# A Certain Trigger
A Certain Trigger — дебютный студийный альбом британской рок-группы Maxïmo Park, выпущенный 16 мая 2005 года лейблом Warp Records. Альбом получил положительные отзывы музыкальной критики и интернет-изданий.
A Certain Trigger был номинирован на премию Mercury Prize 2005.

## История
Название альбома взято из песни «Once, a Glimpse» (десятый трек стандартного издания).
Песни «The Coast Is Always Changing», «Apply Some Pressure», «Graffiti», «Going Missing» и «I Want You to Stay» были выпущены в качестве синглов.
Цензурная версия песни «Apply Some Pressure» была использована в саундтреках к видеоиграм FIFA 06, Burnout Revenge и SSX on Tour. Инструментальная версия «Going Missing» была использована во время финальных титров фильма «Персонаж» 2006 года.
Альбом получил платиновый статус в Великобритании. При первоначальном выпуске альбома была выпущена ограниченная версия с бонусным CD, содержащим живое выступление в Японии. A Certain Trigger был продан тиражом более 500 000 копий по всему миру.
В 2009 году альбом-сборник Warp20 (Recreated) включил кавер-версию песни «Acrobat» в исполнении группы Seefeel.

## Отзывы
| Совокупная оценка      | Совокупная оценка |
| Источник               | Оценка            |
| ---------------------- | ----------------- |
| Metacritic             | 75/100            |
| Оценки критиков        |                   |
| Источник               | Оценка            |
| AllMusic               | [ 2 ]             |
| Entertainment Weekly   | B                 |
| The Independent        | [ 4 ]             |
| The Irish Times        | [ 5 ]             |
| Mojo                   | [ 6 ]             |
| The New Zealand Herald | [ 7 ]             |
| NME                    | 7/10              |
| Pitchfork              | 8.4/10            |
| Rolling Stone          | [ 10 ]            |
| Uncut                  | [ 11 ]            |

Альбом получил положительные отзывы музыкальной критики и интернет-изданий. На Metacritic, сайте-агрегаторе рецензий, который собирает рецензии из основных изданий и выставляет средневзвешенный балл из 100, альбом получил 75 баллов на основе нескольких рецензий критиков. Эта оценка означает «широкое одобрение».
Сэм Убл из Pitchfork писал, что Maxïmo Park «играют бойкий, точный пауэр-поп с антипатиями панка, излучая неуверенную прохладу». CMJ писал: «Эти пятеро парней воскрешают трепетные, трезвучные пауэр-аккорды и грамотную чувствительность таких групп, как Wire и The Fall… Гитарный поп Maximo Park имеет ярко выраженный британский характер и готовность к погоне».
A Certain Trigger был номинирован на премию Mercury Prize 2005.

## Список композиций
Слова и музыка всех песен — Duncan Lloyd и Paul Smith, кроме указанных.
| №   | Название                                    | Длительность |
| --- | ------------------------------------------- | ------------ |
| 1.  | «Signal and Sign»                           | 2:25         |
| 2.  | «Apply Some Pressure»                       | 3:19         |
| 3.  | «Graffiti»                                  | 3:05         |
| 4.  | «Postcard of a Painting»                    | 2:14         |
| 5.  | «Going Missing»                             | 3:41         |
| 6.  | «I Want You to Stay» (Lukas Wooller, Smith) | 3:44         |
| 7.  | «Limassol» (Archis Tiku, Smith)             | 3:42         |
| 8.  | «The Coast Is Always Changing»              | 3:19         |
| 9.  | «The Night I Lost My Head» (Smith)          | 1:51         |
| 10. | «Once, a Glimpse»                           | 3:03         |
| 11. | «Now I'm All Over the Shop»                 | 2:23         |
| 12. | «Acrobat» (Wooller, Smith)                  | 4:42         |
| 13. | «Kiss You Better» (Smith)                   | 2:05         |

| №  | Название                              | Длительность |
| -- | ------------------------------------- | ------------ |
| 1. | «Signal and Sign»                     | 2:49         |
| 2. | «The Coast Is Always Changing»        | 3:27         |
| 3. | «Graffiti»                            | 3:04         |
| 4. | «I Want You to Stay» (Wooller, Smith) | 3:43         |
| 5. | «Limassol» (Tiku, Smith)              | 3:41         |
| 6. | «Once, a Glimpse»                     | 3:15         |
| 7. | «Kiss You Better» (Smith)             | 2:26         |

## Позиции в чартах
| Чарт (2005)                       | Высшая позиция |
| --------------------------------- | -------------- |
| Австрия (Ö3 Austria)              | 70             |
| Франция (SNEP)                    | 102            |
| Германия (Offizielle Top 100)     | 25             |
| Ирландия (IRMA)                   | 67             |
| Шотландия (Scottish Albums Chart) | 76             |
| Великобритания (UK Albums Chart)  | 15             |